# Jabbar Hashim
Jabbar Hashim (Irak; 1 de enero de 1970) es un exfutbolista de Irak que jugaba en la posición de defensa. Desde el 2021 es entrenador asistente del Al-Quwa Al-Jawiya de la Liga Premier de Irak.

## Carrera

### Club
| Periodo   | Club              |
| --------- | ----------------- |
| 1989–1991 | Al-Talaba SC      |
| 1991–1996 | Al-Quwa Al-Jawiya |
| 1996–1997 | Al-Gharafa SC     |
| 1997–1999 | Dibba Al-Hisn SC  |
| 1999–2007 | Al-Quwa Al-Jawiya |

### Selección nacional
Jugó para Irak en 30 ocasiones de 1993 a 2001 y anotó dos goles. Participó en dos ediciones de la Copa Asiática.

## Logros
- Liga Premier de Irak: 3

1991-92, 1996-97, 2004-05
- Copa de Irak: 2

1991-92, 1996-97